# فنیل‌بی‌گوانید
فنیل‌بی‌گوانید (انگلیسی: Phenylbiguanide) یک آگونیست 5-HT3 است که برای پژوهش نقش گیرنده های 5-HT3 در سیستم عصبی مرکزی به کار می‌رود. این ماده باعث ترشح دوپامین در هسته اکومبنس موش‌ها می‌شود.